# Cmentarz Bogenhausen w Monachium
Cmentarz Bogenhausen (niem. Friedhof Bogenhausen, także jako Bogenhausener Friedhof lub Friedhof St.-Georg) – cmentarz w Monachium.
Jest położony przy kościele św. Jerzego na prawym brzegu rzeki Izary w monachijskiej dzielnicy Bogenhausen. Prawdopodobnie powstał już w IX wieku. W poł. XX wieku został na nowo zorganizowany. Od tego czasu uchodzi za nekropolię ludzi kultury i artystów.